# Дель-Соль (Техас)
Дель-Соль (англ. Del Sol) — переписна місцевість (CDP) в США, в окрузі Сан-Патрисіо штату Техас. Населення — 333 особи (2020).

## Географія
Дель-Соль розташований за координатами 28°0′47″ пн. ш. 97°31′13″ зх. д. / 28.01306° пн. ш. 97.52028° зх. д. (28.013160, -97.520239).  За даними Бюро перепису населення США в 2010 році переписна місцевість мала площу 2,22 км², уся площа — суходіл.

## Демографія
Згідно з переписом 2010 року, у переписній місцевості мешкало 239 осіб у 76 домогосподарствах у складі 64 родин. Густота населення становила 108 осіб/км².  Було 89 помешкань (40/км²).
Расовий склад населення:
| - 86,2 % — білих - 3,3 % — корінних американців - 0,4 % — чорних або афроамериканців - 0,4 % — азіатів - 6,3 % — осіб інших рас |

До двох чи більше рас належало 3,3 %. Частка іспаномовних становила 83,7 % від усіх жителів.
За віковим діапазоном населення розподілялося таким чином: 31,8 % — особи молодші 18 років, 61,1 % — особи у віці 18—64 років, 7,1 % — особи у віці 65 років та старші. Медіана віку мешканця становила 38,3 року. На 100 осіб жіночої статі у переписній місцевості припадало 99,2 чоловіків;  на 100 жінок у віці від 18 років та старших — 111,7 чоловіків також старших 18 років.
Середній дохід на одне домашнє господарство  становив 105 648 доларів США (медіана — 102 813), а середній дохід на одну сім'ю — 105 648 доларів (медіана — 102 813). 
Цивільне працевлаштоване населення становило 119 осіб. Основні галузі зайнятості: роздрібна торгівля — 31,9 %, мистецтво, розваги та відпочинок — 19,3 %, публічна адміністрація — 16,8 %, виробництво — 16,8 %.